# A Dog of Flanders (filme)
A Dog of Flanders é um filme estadunidense de 1999, do gênero drama. O longa é dirigido por Kevin Brodie e estrelado por Jack Warden, Jon Voight, Cheryl Ladd e grande elenco.